# Łodzie z Abydos
Łodzie z Abydos – flota najstarszych drewnianych łodzi na świecie, odkryta nieopodal egipskiej miejscowości Abydos.

## Badania i opis łodzi
W 1991 roku archeolodzy pracujący w okolicach Abydos wiedzieli o co najmniej 12 wrakach łodzi znajdujących się w okolicy; do 2000 roku odkryto 14 wraków, które datowano na okres panowania I dynastii. Jeden statek był w stanie pomieścić 30 osób, każdy z nich miał zwężony dziób oraz rufę; długość wynosiła 60–80 stóp (ok. 18–24 m), szerokość w najszerszym miejscu – 7–10 stóp (ok. 2–3 m), a głębokość – 2 stopy (ok. 0,6 m).
Podczas badań jednej z łodzi odkryto grube drewniane deski oddzielane wiązkami trzciny, ponadto podłoga łodzi także była pokryta trzciną. Statki były prawdopodobnie malowane, o czym świadczy żółty pigment zachowany na drewnie.